# Heinrich-Sage

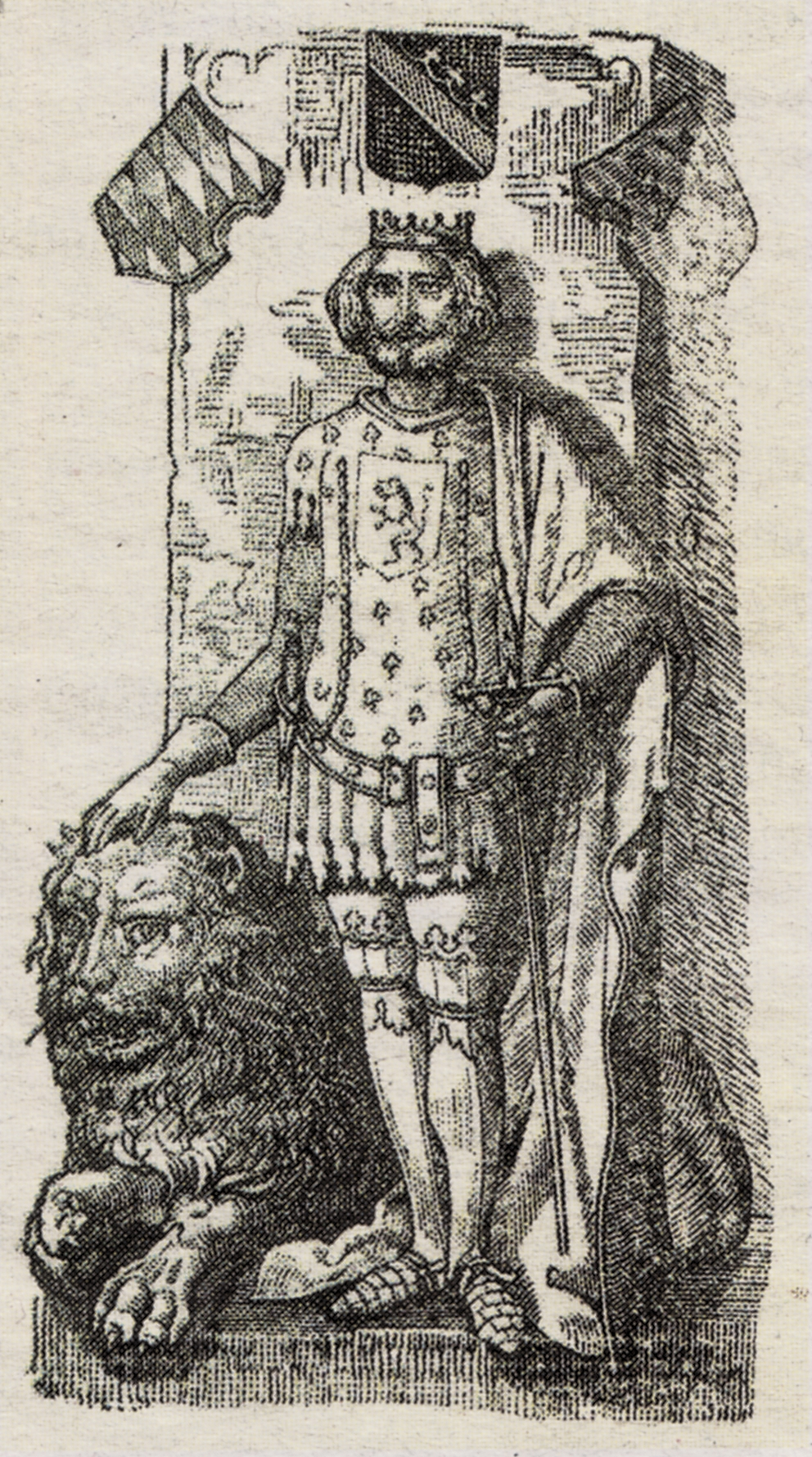
Titelblatt der Geschichte des großen Helden und Herzogen Heinrich des Löwen und seiner wunderbaren höchst gefährlichen Reise von Karl Simrock (1844)

Die Heinrich-Sage, auch als Heinrichsage oder Heinrichssage bezeichnet, ist eine Sage um Heinrich den Löwen, der in der zweiten Hälfte des 12. Jahrhunderts ein Löwenstandbild im Hof der Burg Dankwarderode in Braunschweig errichten ließ und 1172 eine Pilgerfahrt ins Heilige Land unternahm, wo er nach dem Bericht Arnolds von Lübeck zwei Leoparden als Geschenk erhielt.

## Die Sage
(Nach den Brüdern Grimm. Andere Versionen weichen in Teilen von dieser Version ab.)
Herzog Heinrich aus dem Geschlecht der Welfen zog nach Abenteuern aus. Mit dem Schiff gerieten er und seine Begleiter in einen heftigen Sturm. Orientierungslos ging ihnen die Nahrung aus, und sie beschlossen, durch Lose denjenigen zu ermitteln, der den anderen als Nahrung dienen sollte. Das wiederholte sich, bis schließlich nur noch Heinrich und ein Knecht übrig waren. Das letzte Los traf Heinrich, doch der Knecht wollte seinen Herrn nicht töten; stattdessen schlug er vor, Heinrich in die Haut eines Ochsen einzunähen und abzuwarten, was dann geschähe. Heinrich war einverstanden; der Knecht nähte Heinrich zusammen mit dessen Schwert in das Leder ein.
Der Vogel Greif erspähte und fasste den Ledersack und trug ihn übers Meer in sein Nest. Als der Greif wieder auf Nahrungssuche flog, befreite sich Heinrich mit seinem Schwert und erschlug den Nachwuchs des Greifen. Er schnitt sich eine Greifenklaue ab und kletterte von dem hohen Baum, auf dem sich das Nest befand. Bei seiner Wanderung durch den Wald kam er zu einem Kampf eines Löwen mit einem Lindwurm. Heinrich griff zugunsten des Löwen ein und erschlug den Lindwurm. Der Löwe begleitete Heinrich von diesem Moment an als treuer Freund. Als Heinrich sich mit einem Floß über das Meer auf die Suche nach Menschen davonstahl, schwamm ihm der Löwe hinterher und stieg ebenfalls auf das Floß.
Wieder einmal ging die Nahrung zur Neige. Da erschien der Teufel und berichtete, dass sich Heinrichs Frau in Braunschweig nach den verstrichenen sieben Jahren neu vermählen wolle. Der Teufel bot an, Heinrich sofort nach Braunschweig zu bringen; Bedingung war, dass Heinrich wach bliebe, bis der Teufel auch den Löwen brächte, ansonsten gehöre seine Seele dem Teufel. Bereits im Anflug mit dem Löwen sah der Teufel, wie Heinrich vom Schlaf überwältigt wurde. Der Löwe jedoch glaubte, Heinrich sei tot, und brüllte laut, sodass Heinrich erwachte.
Vor seiner Burg, wo die Hochzeit der Herzogin vorbereitet wurde, erkannten die Diener Heinrich nicht und wiesen ihn ab. Heinrich bat um einen Becher Wein, in den er seinen goldenen Ring warf und der Herzogin schickte. Diese erkannte letztlich ihren Mann, und sie lebten wieder glücklich zusammen. Als Heinrich in hohem Alter starb, legte sich der Löwe auf sein Grab, wo er blieb, bis auch er starb.

## Entstehungsgeschichte

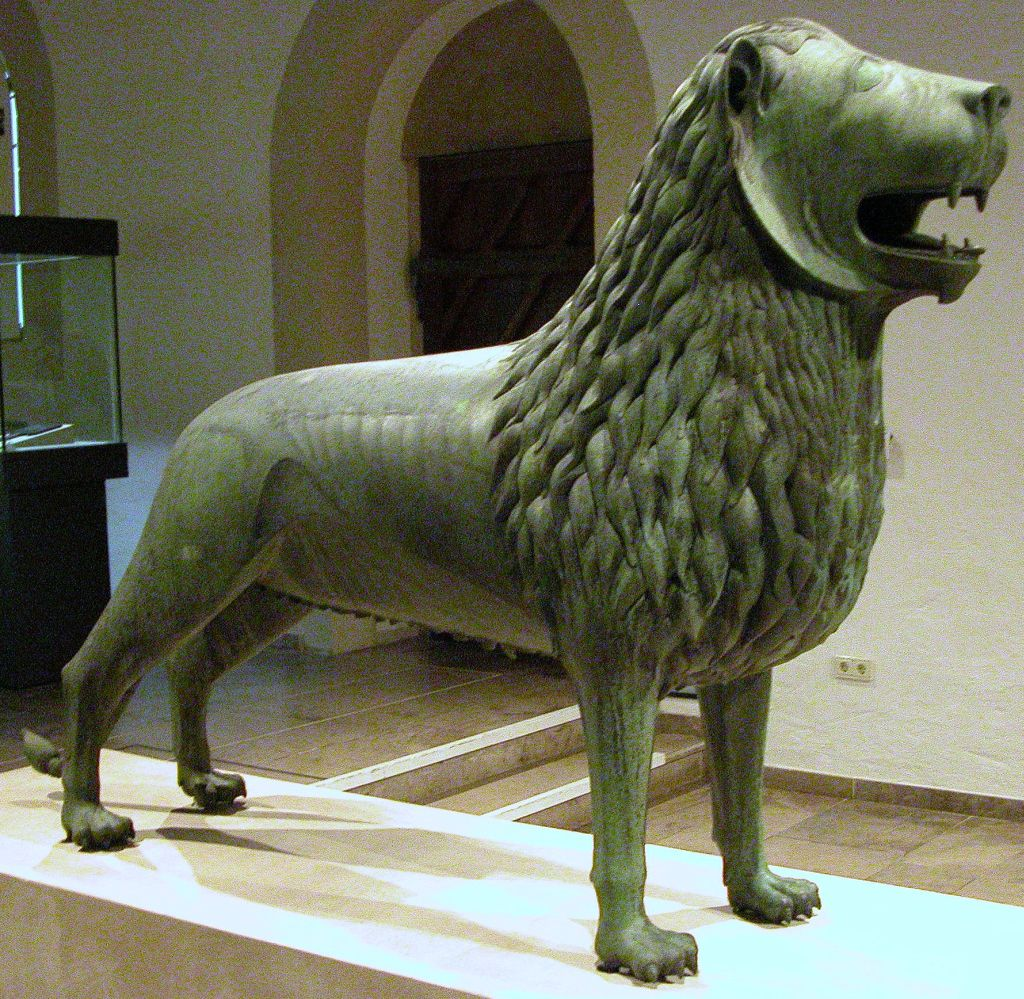
Der Braunschweiger Löwe (Original)

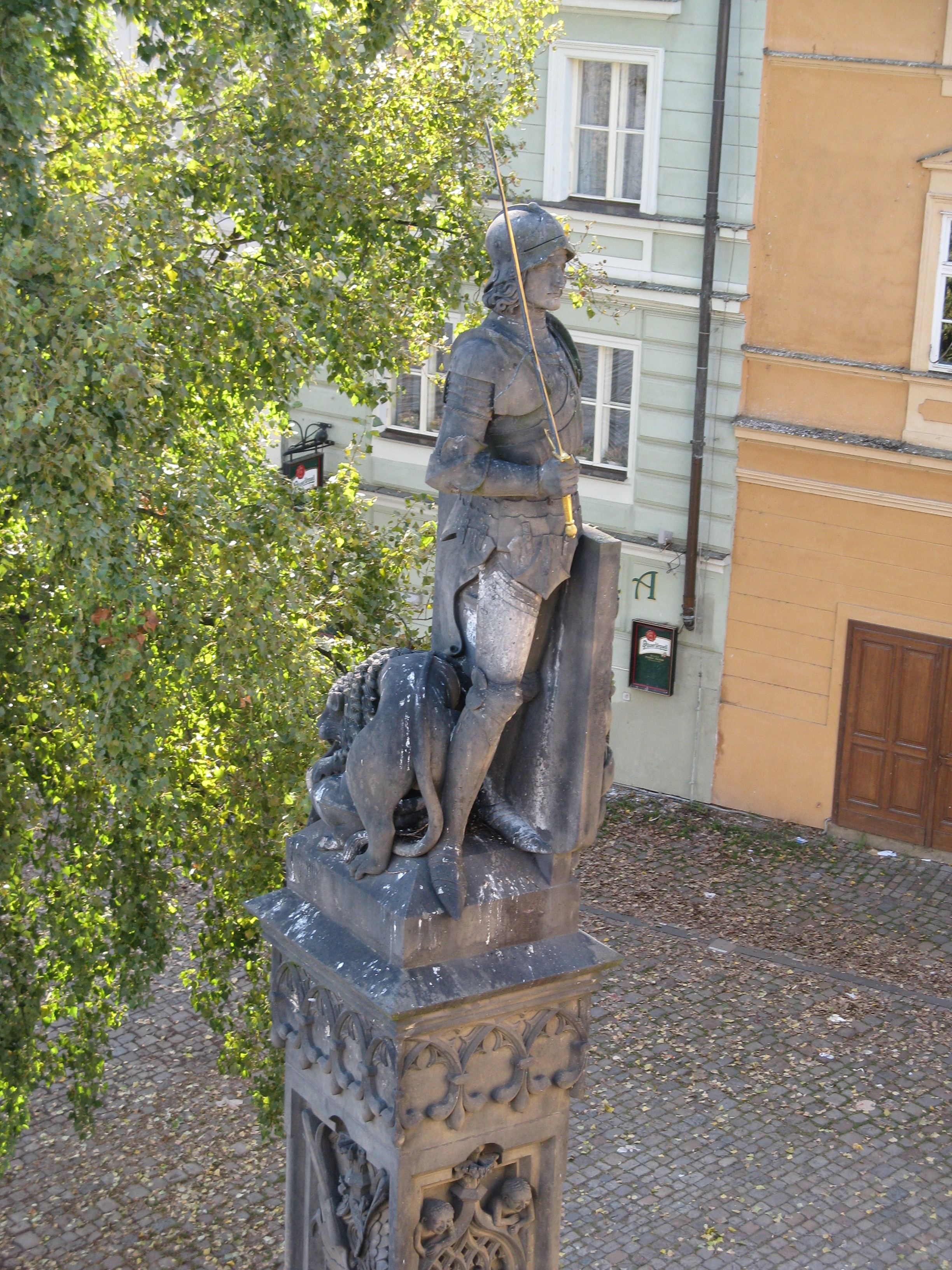
Bruncvík-Statue an der Karlsbrücke in Prag

Helmold von Bosau bezeichnet in seiner Chronica Slavorum (entstanden zwischen 1164 und 1172, also noch zu Heinrichs Lebzeiten) sowohl Heinrich als auch dessen Vater als „Henricus Leo“ (Heinrich der Löwe).
Heinrich ließ zwischen 1164 und 1181 ein Löwenstandbild im Hof der Burg Dankwarderode in Braunschweig errichten und unternahm 1172 eine Pilgerfahrt ins Heilige Land, wo er nach dem Bericht Arnolds von Lübeck zwei Leoparden als Geschenk erhielt.
In der ersten Hälfte des 13. Jahrhunderts dürfte die bereits bestehende Volkssage von Heinrich und dem Löwen die Form eines singbaren epischen Liedes, einer Ballade, erhalten haben. Dabei wurden allgemein beliebte Sagenmotive wie die Heimkehrersage (sieben Jahre verstrichen) oder auch Motive aus dem Versroman um Herzog Ernst (entstanden um 1180) eingebunden.
Besonders populär ist die Sage in Böhmen, wo Heinrich der Löwe als Ritter Brunsvík (Bruncvík, Brunswyk) bekannt ist.

## Literarische und musikalische Bearbeitungen
- Michel Wyssenhere: Das Buch von dem edlen Herrn von Brunswyk, als er übers Meer fuhr (um 1470)[6]
- Hans Sachs: Herzog Hainrich der leb von praunschweick (1555)[7]
- Heinrich Göding: Eine schöne alte Histori von einem Fürsten vnd Herrn, Herrn Hertzogen zu Braunschweig und Lüneburg: In gesangsweis eingerichtet (1585)
- Agostino Steffani: Enrico Leone. Oper in drei Akten (1689)
- Brüder Grimm: Heinrich der Löwe. Deutsche Sagen Band 2, S. 241–247 (1818)
- Josef Kajetán Tyl: Ritterdrama Brunsvík (1843)[8]
- Karl Simrock: Geschichte des großen Helden und Herzogen Heinrich des Löwen und seiner wunderbaren höchst gefährlichen Reise (1844)